# Dozamel
Dozamel – przedsiębiorstwo działające we Wrocławiu, założone w 1990 r. na bazie dawnych zakładów Dolmel. Stanowiło jeden z trzech głównych podmiotów gospodarczych wyodrębnionych z fabryki podczas procesu restrukturyzacji i prywatyzacji zakładów. Siedziba przedsiębiorstwa mieści się przy ul. Fabrycznej 10 we Wrocławiu. Przedsiębiorstwo nosiło nazwy: Dolnośląskie Zakłady Usługowo-Produkcyjne „Dozamel” Sp. z o.o., Dozamel Sp. z o.o.
Przedsiębiorstwo powstało na bazie tej części Dolmelu, która pozostała po zakupie przez korporację ABB części fabryki związanej z produkcją generatorów i turbin. W 1997 r. nastąpiła komercjalizacja przedsiębiorstwa, które od tej pory działało w formie spółki z ograniczoną odpowiedzialnością. Powstały zakład działa w wielu branżach, w tym między innymi w zakresie usług transportowych, budowlanych, gastronomiczno-hotelarskich, obejmujących hotel „Wodnik”, restaurację „Belwederska”, a także produkcyjnych, np. obróbka metali, produkcja stolarki PCW, dystrybucja, produkcja, przesyłanie energii elektrycznej i cieplnej. Ponadto w swoich budynkach mieści przychodnię lekarską. Od 2005 r. specjalizuje się także w świadczeniu usług przemysłowych i zarządzania obszarem Wrocławskiego Parku Przemysłowego. Firma była laureatem Dolnośląskiej Nagrody Gospodarczej w 2011 roku.